# Якорь

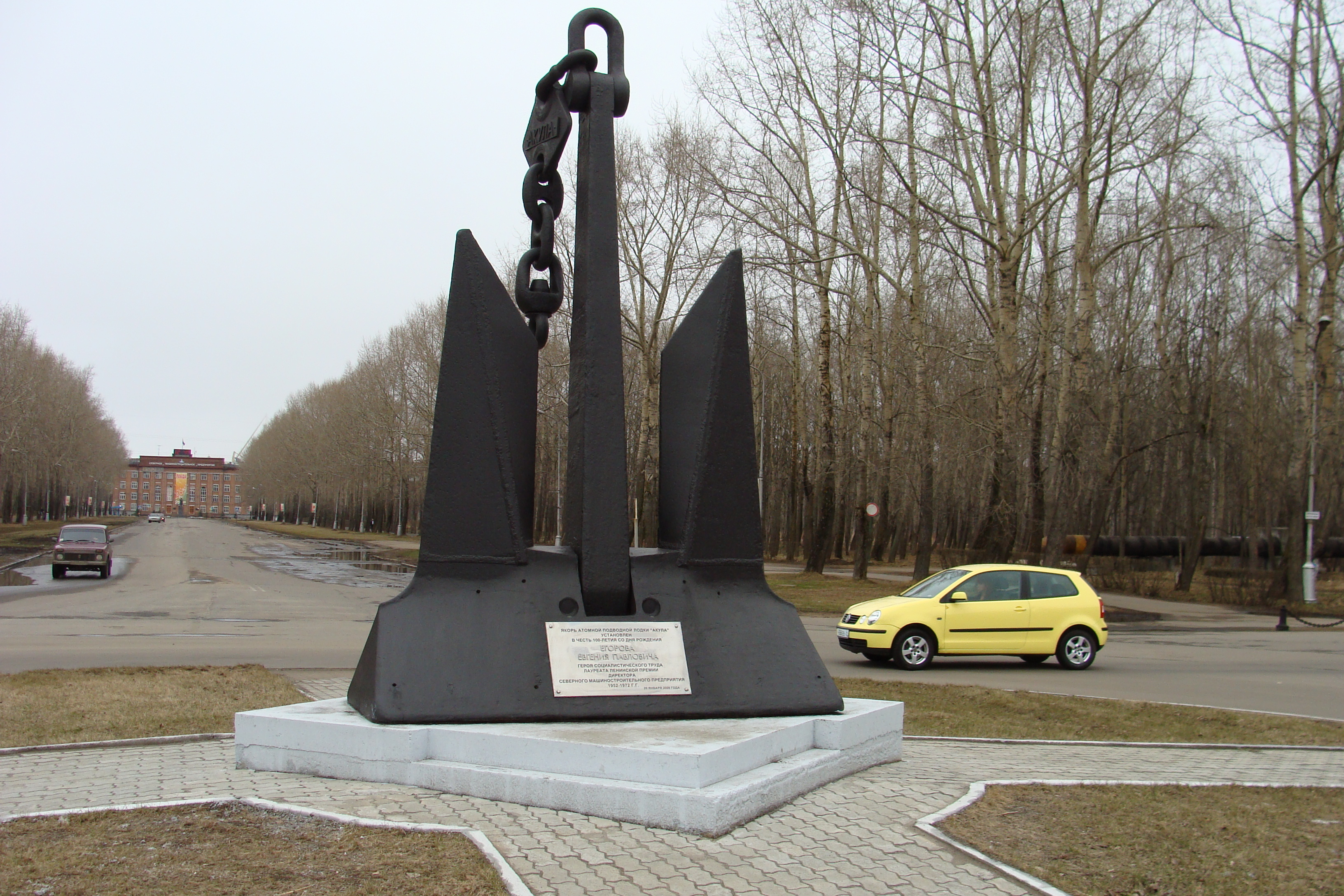
Якорь АПЛ «Акула» в Северодвинске

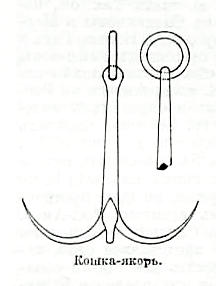
Якорь-кошка

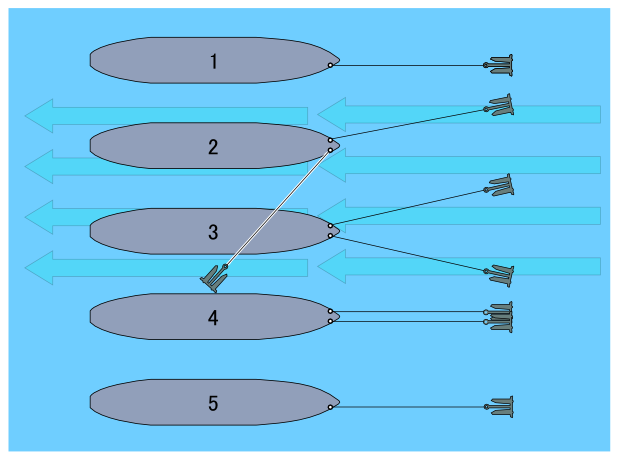
различные способы постановки судна на якорь

Я́корь (др.-шв. ankari, др.-исл. akkeri, лат. ancora от греческого άγκυρα) — специальной формы литая, кованая или сварная конструкция, предназначенная для удержания корабля, подлодки, понтонного моста, плота или другого плавающего объекта на одном месте за счёт сцепления с грунтом, и связанная с объектом удержания посредством якорной цепи или троса.
Усилие, которое якорь может воспринять, не перемещаясь и не выходя из грунта, называют «держащей силой». Эффективность якоря оценивают коэффициентом держащей силы — отношением держащей силы к весу якоря. Существуют различные способы определения верного размера якоря. Так, вышедшее из употребления русское адмиралтейское правило для военного флота определяет вес якоря в пудах равной четверти площади миделя судна в квадратных футах. У коммерческих судов выработаны опытные отношения веса якоря к главным размерам судна (например, как в правилах классификационных обществ — Ллойда, Бюро Веритас) или же в зависимости от тоннажа судна. Правила эти дают вес якоря адмиралтейской системы; якоря без штока, как держащие сравнительно слабее, и хуже зацепляющие за грунт судна, делают на 25-30 % тяжелее. Якорёк о четырёх (иногда о трёх, о пяти) лапах, старинное котва, на Руси (в России) Ко́шка, например абордажная.

## Устройство и классификация якорей

Русские названия частей якоря (в данном случае — адмиралтейского)

Основой конструкции якоря является продольный стержень — «веретено», в верхней части которого имеется скоба для крепления якоря к якорной цепи, а в нижней «рога», заканчивающиеся лапами с остриями — носками. Рога прикрепляются к веретену неподвижно (узел крепления — тренд) или на шарнире в коробке. Нижняя грань тренда называется «пяткой». Некоторые якоря для повышения силы сцепления с грунтом имеют «шток» — стержень, ориентированный поперёк веретена.

### По конструкции
По конструкции якоря разделяются на якоря с неподвижными лапами и якоря с поворотными лапами, по способу крепления на судне после съёмки судна с якоря — на заваливающиеся (со штоками) и втяжные (без штоков).
Классифицируют якоря преимущественно по числу рогов и лап. В качестве становых используются обычно двурогие якоря. К однорогим якорям относятся доковый и ледовый. Доковый якорь служит для долговременного закрепления плавучих доков и земснарядов (коэффициент держащей силы 10 — 12), ледовый якорь закрепляют за край полыньи при стоянке судна во льдах. Его масса не превышает 150—180 кг, а держащая сила определяется в основном прочностью льда и лапы якоря. К безрогим относится мёртвый якорь (в виде пирамиды, сегмента, грибовидный и винтовой). Безрогие мёртвые якоря употребляются для оборудования рейдов и гаваней (удержания швартовных бочек, буёв и т. п.). Якоря с числом лап от трёх до пяти в морской практике используют редко.

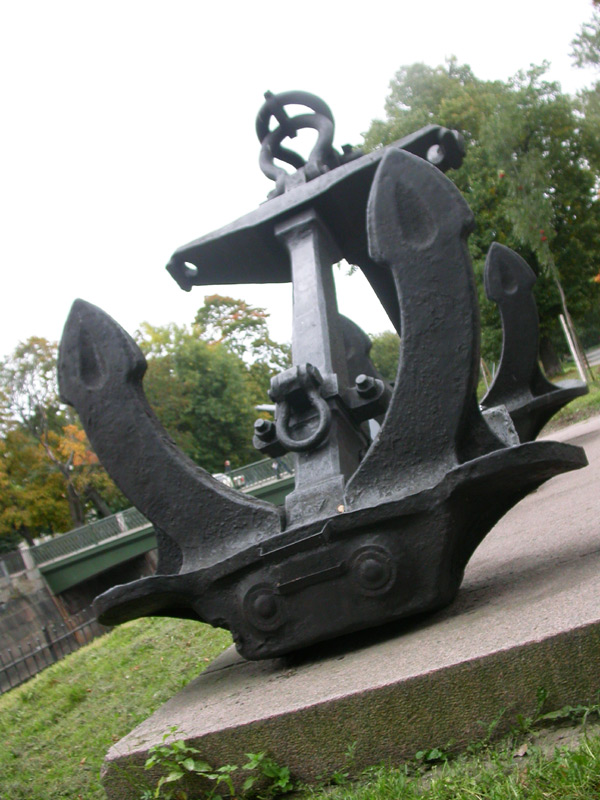
Якоря Холла на постаменте в Кронштадте

В настоящее время имеется множество систем якоря без штока, патентованных различными изобретателями; в общем все они схожи, представляя собой приспособление наподобие «кошки» (четырёхлапого якоря), у которой все 4 лапы соединяются между собой, вращаются на шарнире в плоскости одной пары лап; другая же пара настолько обрезана, что слегка лишь выступает от шарнира. Удобство якорей без штока в том, что они втягиваются в клюзы, не требуя сложных приспособлений для подъёма и уборки. Материалом для якоря раньше служило сварочное железо; в настоящее время предпочитается мартеновская сталь, позволяющая дёшево изготавливать якоря литыми.
Наиболее древний стандартизированный тип якоря — «адмиралтейский», состоящий из веретена (стержня) с лапами внизу и штока (поперечины) наверху, причём шток и лапы лежат в двух разных плоскостях, для того чтобы якорь не лёг плашмя на грунт и не скользил бы по последнему, не задевая его. На больших якорях этого типа шток делался деревянным, из нескольких частей, стянутых бугелями (прочными обручами).
Громоздкость такого якоря привела к тому, что сначала стали делать — при небольших размерах — шток железным, закрепляющимся при необходимости отдачи якоря — чекой на своём месте; при креплении же по-походному чека вынималась и шток крепился найтовом к веретену. В таком виде держатся на судах и поныне небольшие якоря — запасные, верпы и т. д.
Якорь спускают на длинной цепи. Иногда на небольших судах её заменяют тросом, но около якоря всё равно ставят несколько метров цепи — это помогает правильно заглубить якорь.

### По назначению
Становые (в носу) — для удержания судна на стоянке («на приколе», длительная стоянка — морской термин). Для удобства хранения становых якорей их стали делать различной формы, позволяющей удобно их укладывать в носу судна — например якоря системы Мартина, Портера, Паркера, Холла и т. п. Система Мартина заключается в том, чтобы шток и лапы делать в одной плоскости, причём лапы делаются вращающимися, так чтобы якорь, лёгший плашмя, мог задеть своими лапами за грунт и при дальнейшем движении корабля лапы, поворачиваясь, всё более уходили в дно. Якорь Холла штока вовсе не имеет, а на лапах у него делается выступ, который, задевая за грунт, способствует вращению лап. С начала 20-х годов прошлого века было разработано множество типов становых якорей повышенной держащей силы (якоря Хейна, Ансальдо, Байерса, Матросова, LWT, AC-14 и т. п.), обеспечивающих безопасную стоянку судов в условиях сложных грунтов и сильных течений. Вес некоторых становых якорей (якорь Болдта) составляет около 30 тонн, они предназначены для крупнейших военных кораблей — авианосцев.
Вспомогательные, также завозы (в корме) — устанавливаются отдельным судном или шлюпкой (заво́зней), зачастую на несудоходную мель, например, для предотвращения разворота судна, стоящего на становом якоре, удержания судна лагом к ветру (стоп-анкеры, верпы). Завозам требуется хорошая держащая сила при малой массе. Часто завозы делают однорогими. К завозам относятся папильонажные якоря, рассчитанные на надёжное удержание в широком секторе и предназначенные, например, для земснарядов.
Отдельная категория якорей — якоря для малых судов (клип-анкер, якорь-плуг, якорь Нортхилла и другие). Принцип квадрата-куба действует против таких судов, требуя большую (относительно тоннажа) держащую силу. К тому же на мели зачастую захламлённое дно — а значит, нужно освобождать застрявший якорь. На резиновых лодках опасно использовать обычный рогатый якорь. Многие из подобных якорей снимаются отдельным тросом — буйрепом.
Мёртвые — для длительного стояния на одном месте (буровые суда, маяки, буи). Мёртвые якоря часто устанавливают специализированными судами, а при съёме с якоря попросту бросают. В свою очередь, мёртвые якоря бывают направленными и круговыми, последние намного тяжелее.
Некоторые типы якорей (якорь Брюса, грибовидный якорь), благодаря особенностям своей конструкции, могут быть становыми и мёртвыми.

## Древние якоря

### Камень

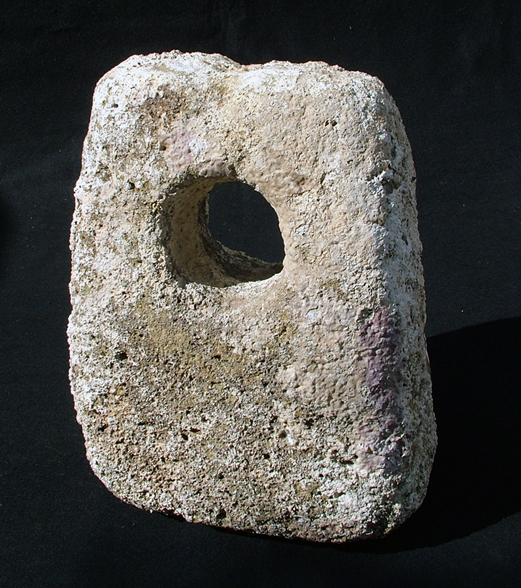
Каменный якорь.

Вероятно, самым ранним и наиболее простейшим типом якоря был камень, обвязанный канатом, или с пробитым в нём «ухом». Такой тип якоря применяется и в наши дни на небольших рыбацких лодках, катерах и яхтах, причём не только из соображений доступности, простоты или дешевизны: такой якорь хорош на ровном каменистом дне, где якоря с лапами не работают. Роль камня может выполнять любой массивный груз.
См: Фотография деревянного с камнем нанайского якоря.

### Малайский якорь
Появился приблизительно на рубеже 2-го и 1-го тысячелетий до н. э. в районе Южно-китайского моря. Изготовлялся из твёрдого дерева, отдельные части связывали канатом.
На верху веретена привязывали груз — специально подогнанный камень. Поперечный шток находился внизу. Имел только один рог.

### Китайский двурогий якорь
Появился приблизительно в конце 1-го тысячелетия до н. э. Изготовлялся из прочного дерева, окованного железом. Шток расположен в нижней части.

### Римский судовой якорь
Появился в конце 1-го тысячелетия до н. э. в Средиземноморье. По принципу действия аналогичен адмиралтейскому якорю. Отливался из бронзы или выковывался из железа. В верхней части под скобой для каната находился деревянный шток. Существовали и деревянные якоря сходного принципа, с тяжёлым свинцовым штоком, который был необходим для затопления якорного каната. Якорь высоко ценился, на него наносились разные священные надписи.

## Типы современных якорей

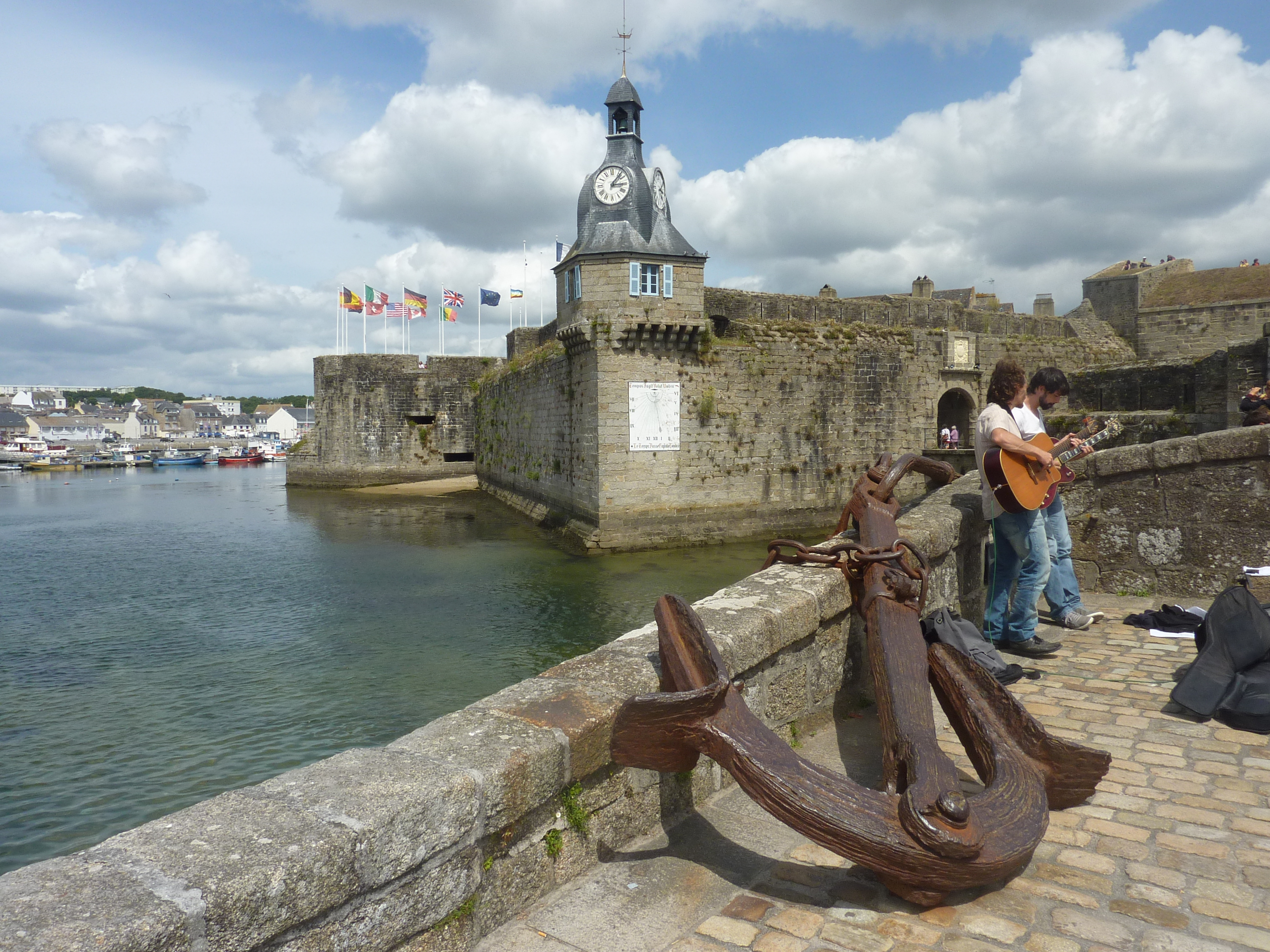
Якорь Тротмана второй половины XIX в.

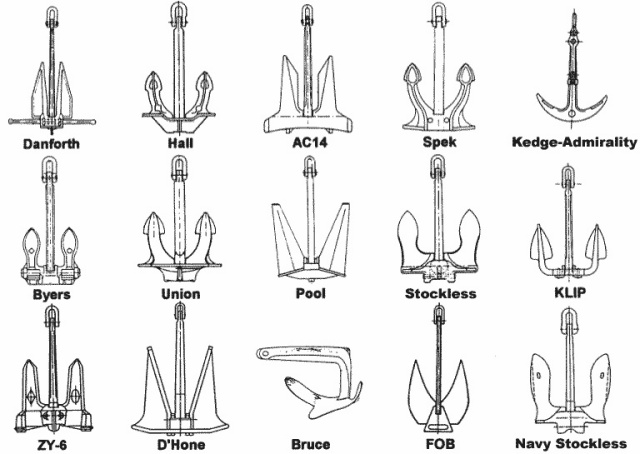
Типы якорей

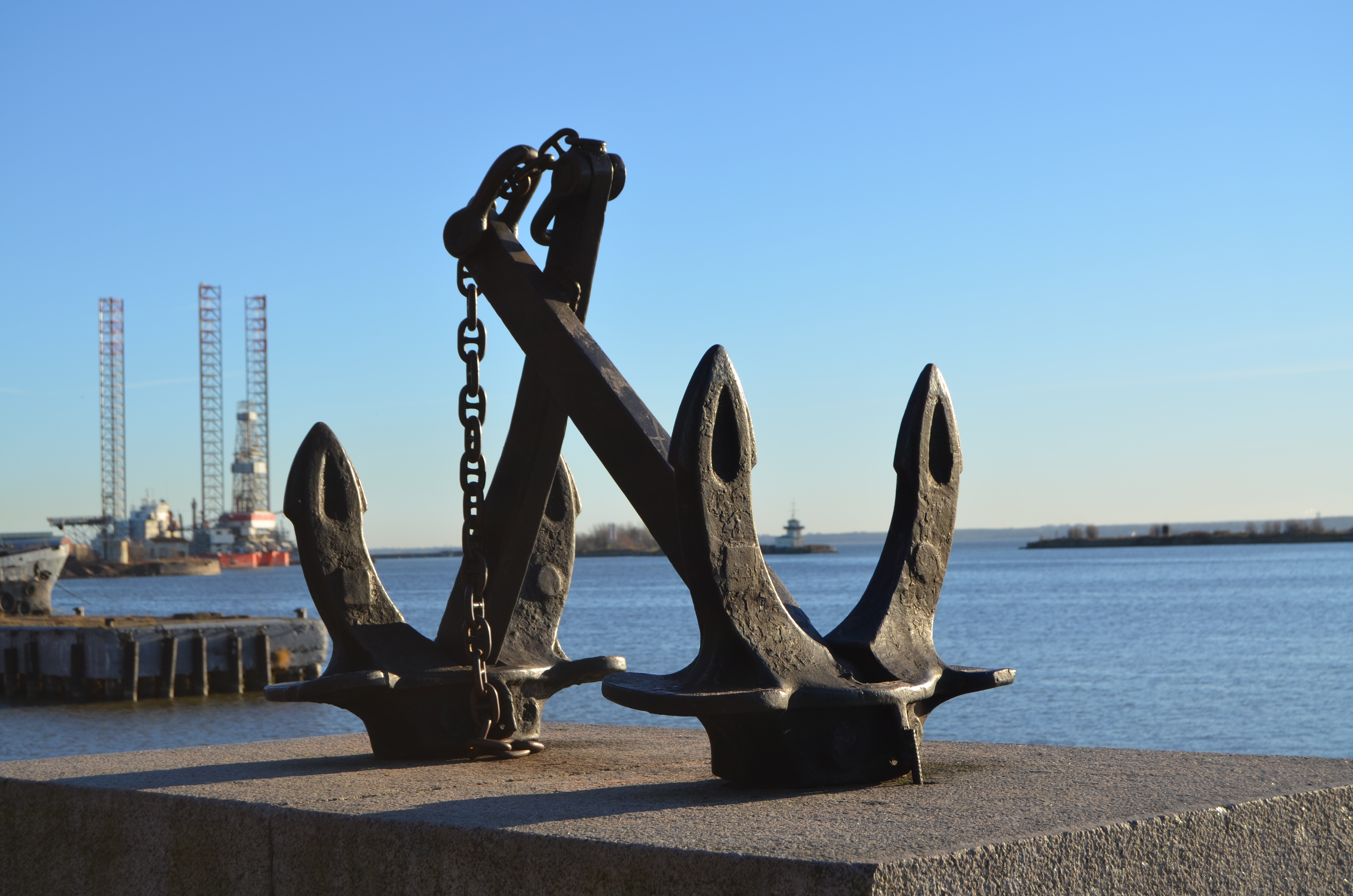
Якоря Холла в Кронштадте

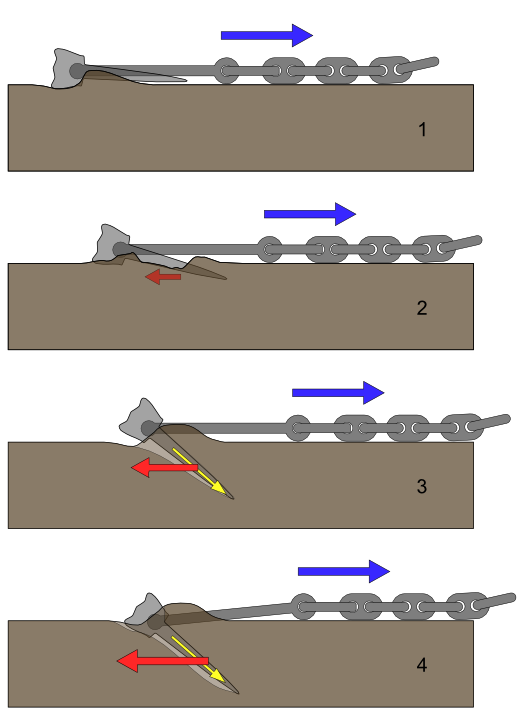
Заглубление бесшточного якоря

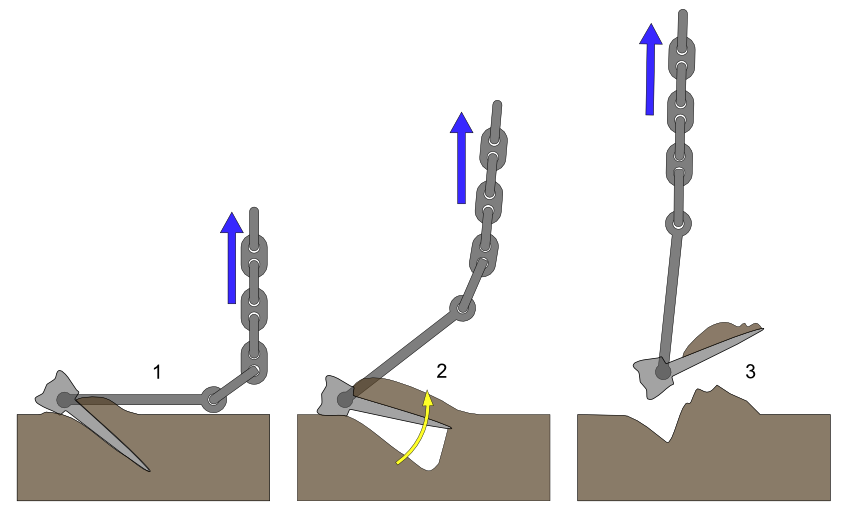
Подъём якоря без штока

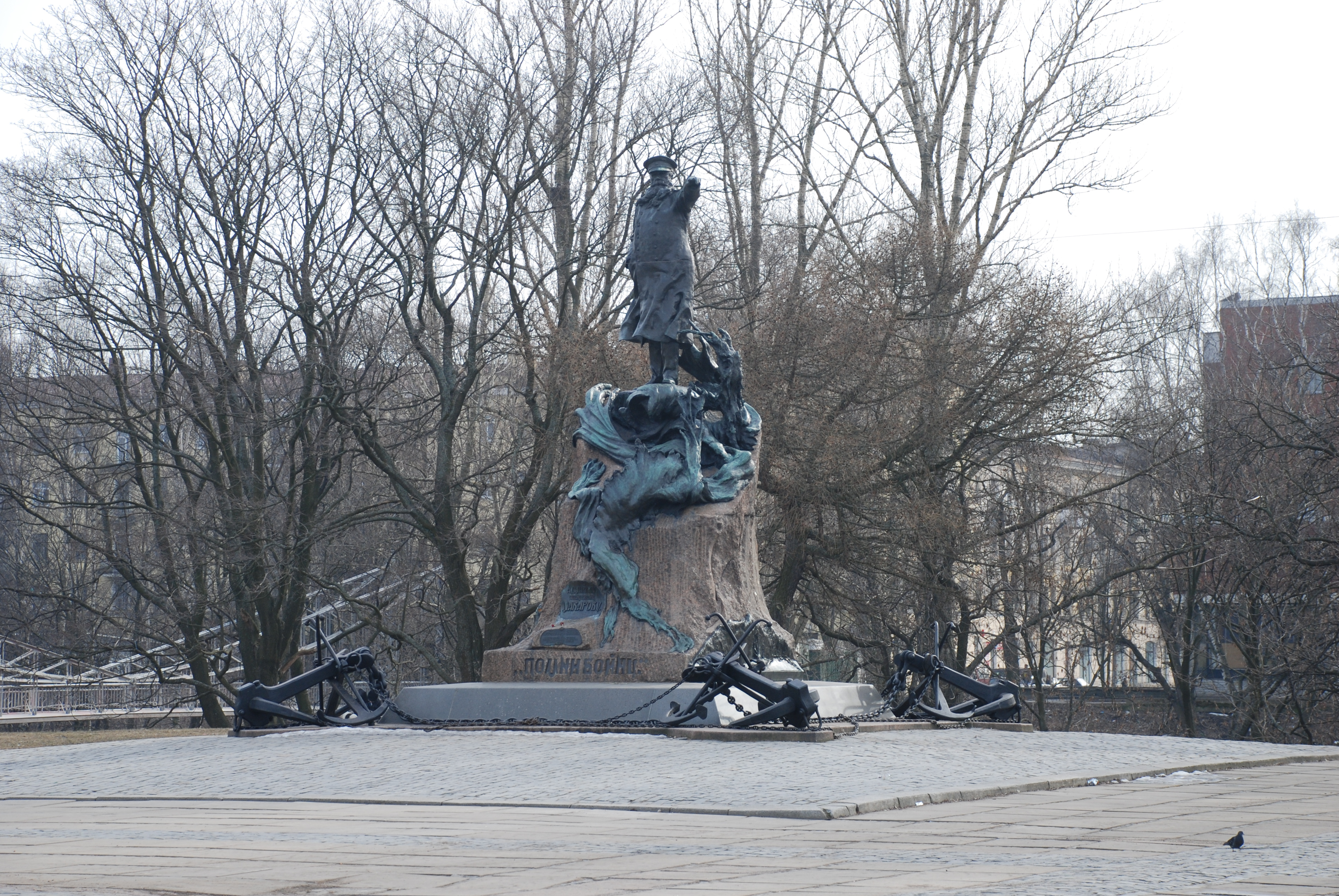
Якоря Мартина у памятника адмиралу Макарову в Кронштадте

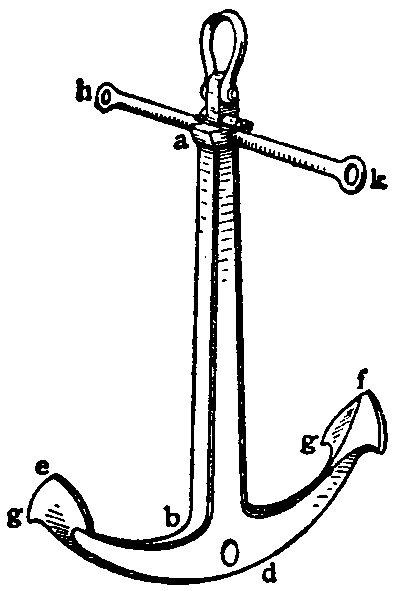
Якорь Роджерса

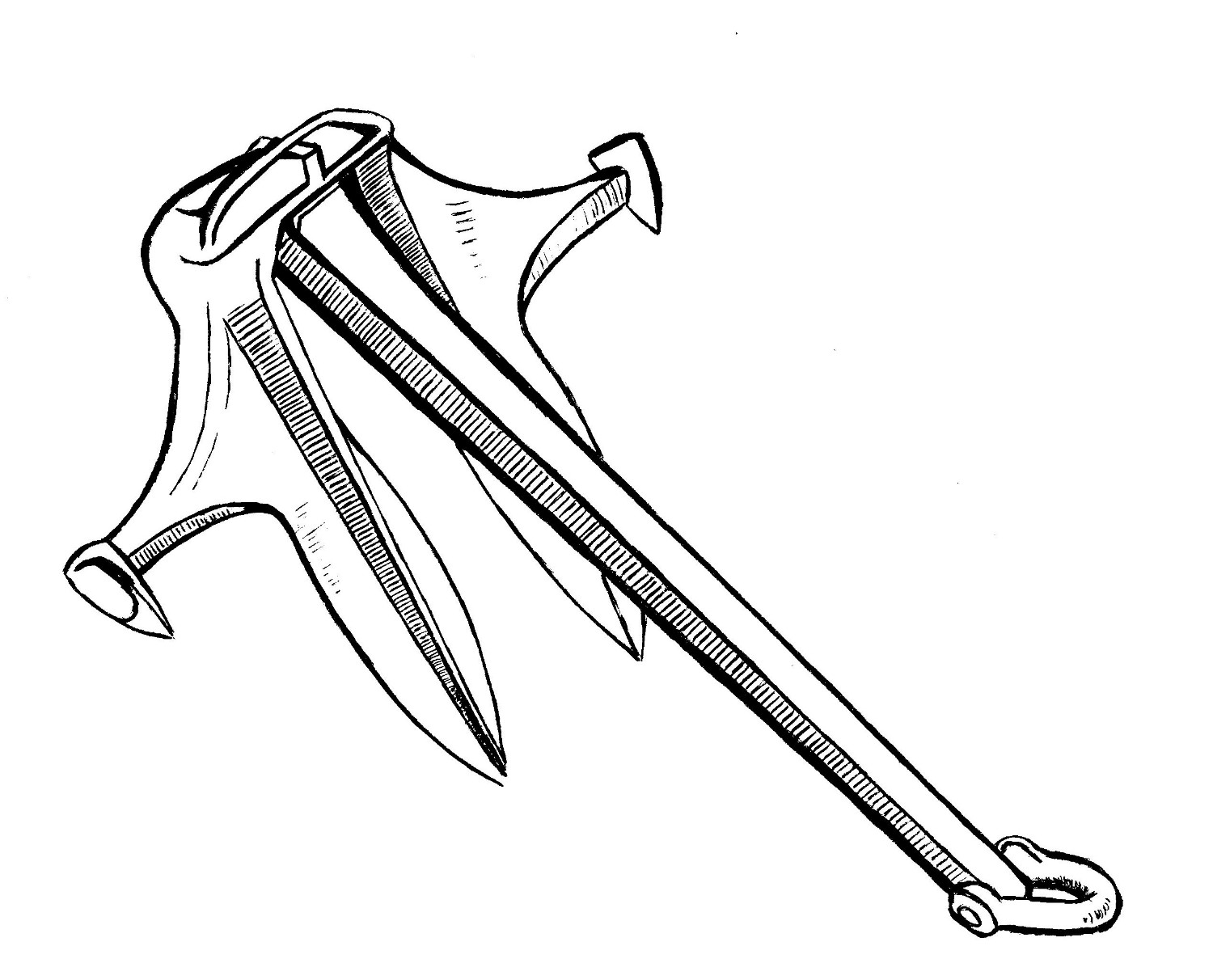
Якорь Матросова

### Адмиралтейский якорь
Якоря, похожие на адмиралтейский, существовали до нашей эры. Однако название «адмиралтейский» якорь получил в 1820-е годы, после испытаний Британским Адмиралтейством якорей разного устройства и разной технологии ковки. Это тяжёлый кованый стальной якорь, со стальной скобой вверху и деревянным штоком под ней. Приблизительно до 1700 года шток состоял из одного куска дерева, а позже его стали изготовлять, как правило, из двух деревянных брусков, соединённых стальными полосами. Шток вставлялся в отверстие наверху веретена или охватывал его снаружи, как у римского якоря.
Главный плюс адмиралтейского якоря — прочное стабильное удержание. Но и минусов много. Это очень громоздкая конструкция, которая, будучи подвешенной у борта, опасна как для самого́ судна, так и для проходящих поблизости. Так что якорь приходится переваливать через борт, а для компактности снимать шток. При меняющемся направлении ветра/течения цепь может намотаться на лапу, и якорь срывается.

### Якорь Холла
Якорь с лапами, поворачивающимися на оси.
Оптимальный якорь на песчаных грунтах. Был распространён в XX веке, впоследствии вытеснен новыми и более совершенными конструкциями.

### Якорь Денна
Якорь Денна (англ. Denni`s anchor) — применяется в американском флоте. В отличие от якорей других типов его веретено упирается утолщённым концом в лапы, благодаря этому надёжность якоря не зависит от крепости соединительного болта, и в случае поломки последнего надёжность держания якоря не снижается.

### Якорь Инглефильда
Якорь Инглефильда (англ. Inglefield`s anchor) — применяется в качестве станового якоря и верпа в немецком флоте. Он состоит из четырёхгранного веретена с двумя скобами, двух лап, скреплённых с веретеном сквозным болтом, вкладыша и скобы якоря. В скобы на веретене закладывается кат при подъёме. Вкладыш заставляет лапы углубляться в грунт и ограничивает их угол поворота. Для надёжности действия якорь необходимо отдавать с ходу.

### Якорь Марреля
Якорь Марреля (англ. Marrel`s anchor) — применяется во французском флоте. По своему устройству очень похож на якорь Инглефильда. Лапы якоря выделаны каждая в отдельности и скреплены с толстым болтом, пропущенным через нижнюю утолщённую часть
веретена. Для забирания лап имеются специальные приливы.

### Якорь Мартина
Якорь Мартина (англ. Martin's anchor) — якорь со штоком, четырёхгранным веретеном с утолщением внизу, где проходят лапы, сделанные из одного куска. Лапы благодаря своей цилиндрической форме могут свободно вращаться в утолщённой части веретена. Болт, скрепляющий лапы с веретеном, имеет специальное отверстие — жёлоб, ограничивает поворот. В якоре Мартина новой конструкции лапы имеют специальную коробку. При падении якоря на дно нижняя грань коробки ложится на грунт и, когда якорь под действием натяжения якорной цепи поползёт, заставляет лапы развернуться.

### Якорь Роджерса
Якорь Роджерса (англ. Roger's anchor) — якорь адмиралтейского типа с маленькими заострёнными лапами и большими рогами. Шток выделывается из полосового железа с обухами по концам, служащими для уборки якоря. В тренде имеется сквозное отверстие для буйрепа. Якорь Роджерса хорошо держит в твёрдом грунте, но в мягком его держащая сила очень мала.

### Якорь Сайкса
Якорь Сайкса (англ. Sykes anchor) — якорь, применяемый преимущественно в Великобритании. В якоре Сайкса вместо болта имеется шарнир, позволяющий лапам двигаться в любых направлениях.

### Якорь Смита
Якорь Смита (англ. Smith's anchor) — якорь без штока, применяемый в английском флоте. Веретено якоря Смита выделывается заодно с трендом. Лапы якоря Смита прикрепляются к концам свободно вращающегося в тренде сквозного болта. Угол поворота лап ограничивается приливами, упирающимися в тренд.

### Якорь Дэнфорта

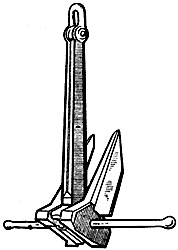
Якорь Дэнфорта

Якорь Дэнфорта (англ. Danforth anchor) работает по принципу Якоря Холла, однако имеет отличную от него конструкцию. Отличие в том, что на этом якоре лапы сближены и у тренда есть шток. Он препятствует опрокидыванию якоря на бок при падении на грунт, являясь стабилизатором.

### Якорь Матросова
Якорь Матросова отличается от предыдущего тем, что имеет шток на нижних частях лап. Для придания якорю устойчивости в момент вхождения в грунт, на внешних кромках лап были сделаны приливы (выросты) с фланцами на концах.

### Грибовидный якорь
Грибовидный, или зонтообразный, якорь начал применяться с 1850 года в основном для длительного и прочного заякоривания плавучих маяков и прочих судов подобного рода.

### Якорь-кошка
Для маломерных судов предпочтительным является складной якорь-кошка, который на больших судах может рассматриваться только в качестве вспомогательного ввиду небольшой удерживающей силы. Складывающиеся лопасти якоря-кошки минимизируют его транспортировочные размеры, что особенно приветствуется на небольших надувных лодках. Якорь-кошка пригоден для применения на практически любых грунтах. В торговой сети предлагаются якоря массой от 1,5 до 12 кг с дискретностью в 0,5 кг. Для небольших, водоизмещением 200—400 кг лодок, достаточно якоря-кошки массой 4-5 кг.

### Плавучий якорь
Внешне выглядит как парашют, аналогичен по принципу действия, изготавливается из ткани. Бросается за борт и прикрепляется канатом к носу судна. Назначение плавучего якоря — удерживать дрейфующее судно носом против ветра.
Входит в комплект спасательного плота.
Обычно к основанию плавучего якоря прикрепляют небольшой буёк на коротком буйрепе, это делают для того, чтобы его не потерять.

## Держащая сила якорного устройства
Держащая сила якоря — это сила, которая приходится на единицу его веса и должна быть приложена для того, чтобы вырвать якорь из грунта в момент, когда веретено якоря расположено горизонтально. Относительная величина приходящаяся на единицу массы якоря, служит для сравнения различных конструкций якорей.
Удерживающая способность якоря — это сила, удерживающая корабль, который стоит на якоре, от перемещения под воздействием ветра и течения. Удерживающая способность якоря определяется произведением держащей силы якоря на его вес.
Держащая сила якорного устройства (Т) зависит от типа якоря, характера грунта и длины вытравленной якорной цепи. Она складывается из держащей силы якоря kРяк и держащей силы участка якорной цепи fРяц, лежащей на грунте:
T=kРяк + fРяц
где: к — коэффициент держащей силы якоря (зависит от типа якоря и характера грунта; для якоря Холла к ≈ 2 для большинства грунтов, якоря Матросова 6-11, адмиралтейского 3-6);
- Ряк — вес якоря в воде;
- f — коэффициент трения цепи о грунт (f ≈ 0,3 для большинства грунтов);
- Ряц — вес якорной цепи, лежащей на грунте: Ряц = рl; р — вес одного метра якорной цепи в воде, l — длина якорной цепи, лежащей на грунте :

p≈0,18d
d — калибр цепи (мм).

Наибольшей держащей силой якорь обладает, когда его веретено лежит на грунте (поднятие веретена над грунтом на 15° вдвое уменьшает держащую силу якоря). Поэтому для обеспечения наибольшей держащей силы якоря длина вытравленной якорной цепи должна быть такой, чтобы в любых условиях веретено лежало на грунте.

## История якорей в России
При Петре I якоря ковались на Демидовских заводах, а также в Сестрорецке и в Олонце.

## В культуре

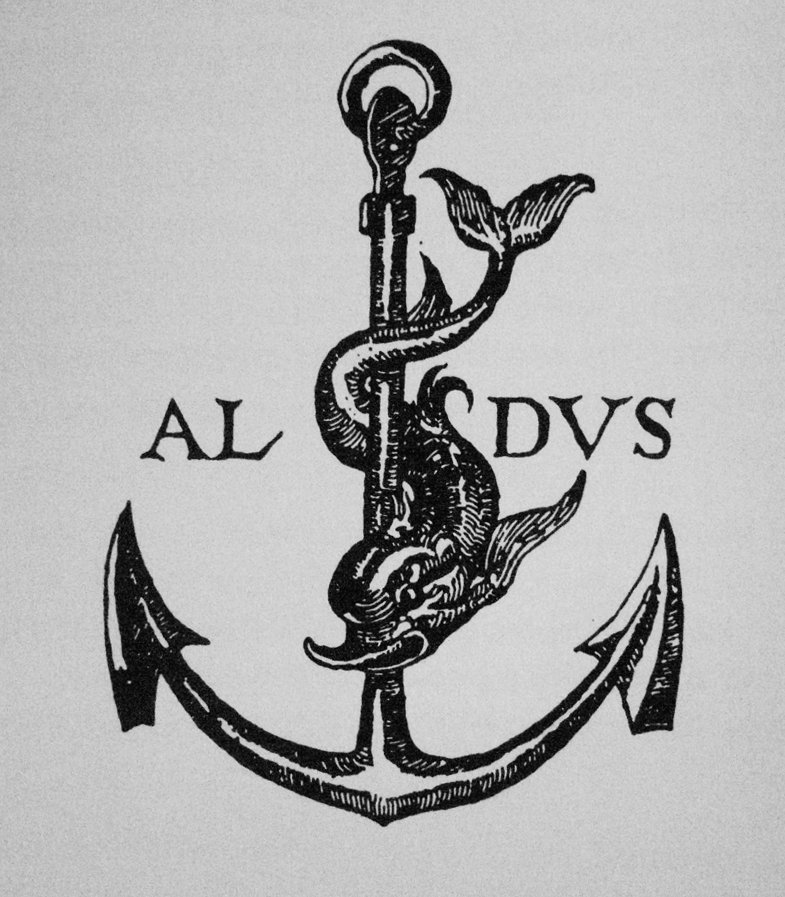
Издательская марка Альда Мануция

В раннехристианском искусстве якорь являлся символом надежды. Его изображение можно было встретить в катакомбном искусстве, а также на монетах. Источником для возникновения такого образа было Послание к евреям Апостола Павла (Евр. 6:18-19):
…мы, прибегшие взяться за предлежащую надежду, которая для души есть как бы якорь безопасный и крепкий…
Якорь — атрибут персонифицированной Надежды, а также святых Климента, папы Римского и Николая Мирликийского.

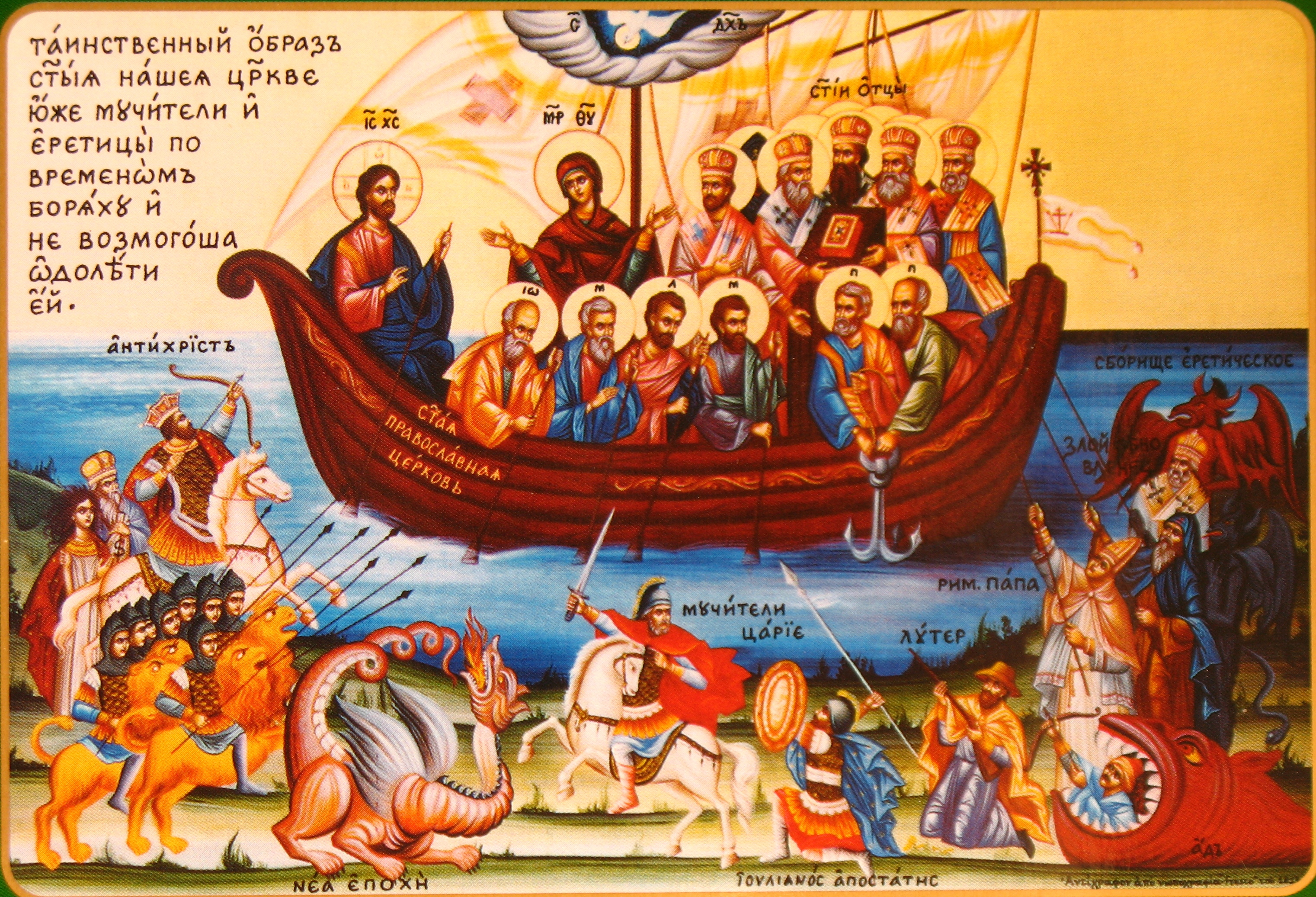
Апостолы Пётр и Павел держат якорь надежды у Ноева Ковчега, символизирующего церковь Христа

Якорь, обвиваемый дельфином, вместе с девизом Festina lente («Торопись медленно» — популярная христианская максима, до этого девиз Октавиана Августа), был распространённой эмблемой, в том числе венецианского издателя Альда Мануция (который вдохновлялся толкованием Эразма). Якорь с дельфином появляется на монетах со времён правления императора Тита.
В геральдике также существует «Якорный крест» (Крест моряка, или Крест св. Климента), стилизованный в форме якоря. Символ может использоваться для обозначения «нового старта» или «надежды». Также якори встречаются в геральдике.

### В живописи

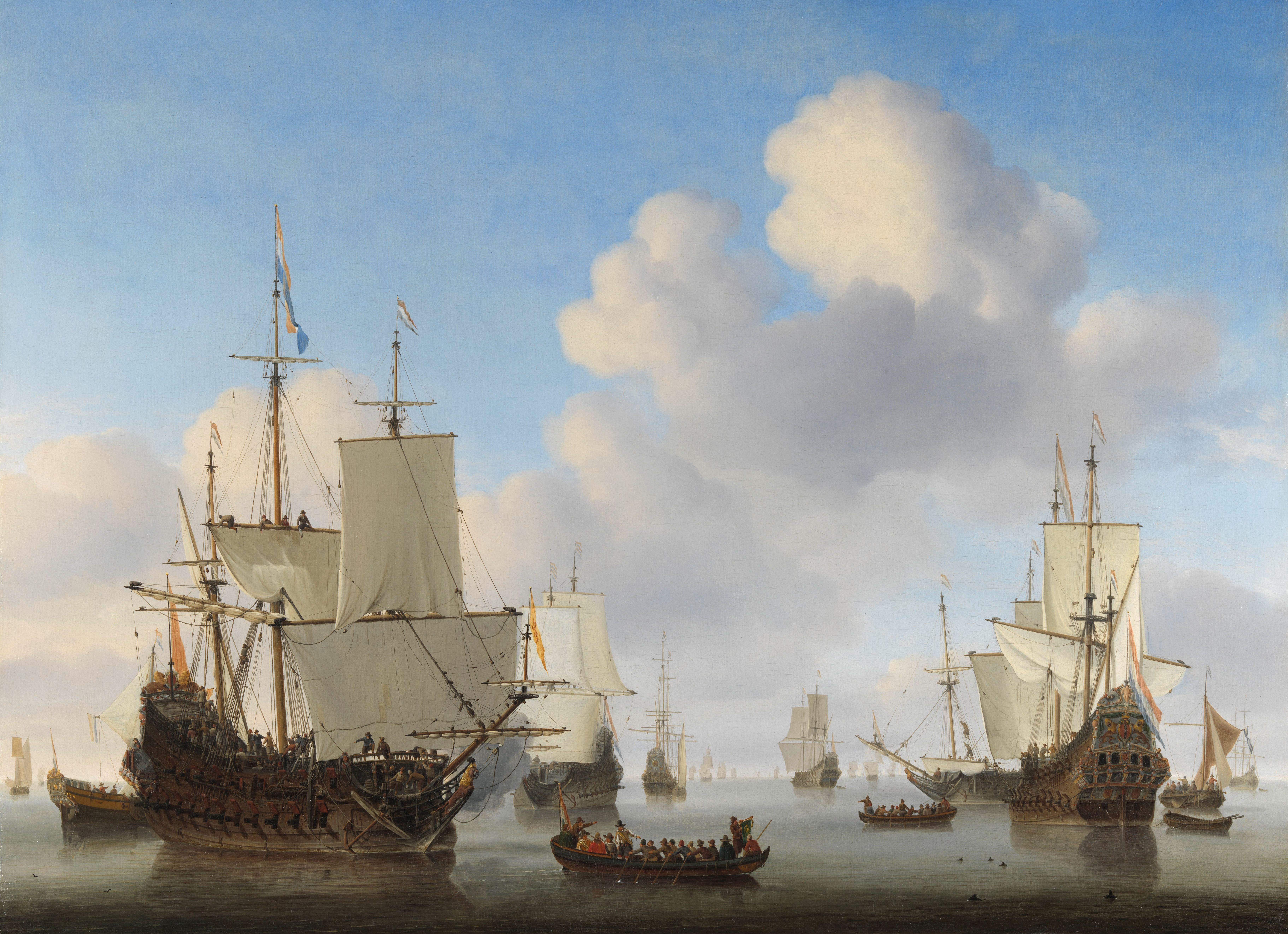
Штиль. Виллем ван де Вельде Младший, около 1665

.

## Интересные факты
- Используя два адмиралтейских якоря, научно-исследовательское судно «Витязь» в 1959 году установило мировой рекорд глубоководной якорной стоянки — 9600 м[11].
- Самые тяжёлые якоря специальной конструкции массой по 40 тонн установлены на крановых судах типа «Балдер».[12]